# Flakpanzer IV Möbelwagen
Flakpanzer IV Möbelwagen (Luftvärnskanonvagn 4 Flyttbil), kort Flakpz IV Möbelwagen, var en tysk luftvärnskanonvagn som utvecklades och tillverkades under andra världskriget.

## Utveckling
Möbelwagen utvecklades för att ge de tyska pansarstyrkorna ett rörligt men ändå i viss mån skyddat luftvärn som kunde följa stridsvagnarna i strid. Vagnen skulle erbjuda samma framkomlighet som stridsvagnarna och skydda sin besättning från splitter och eld från handeldvapen till skillnad från de olika helt opansrade halvbandburna luftvärnskanoner som hade använts tidigare. Produktionen började i mars 1944 varefter totalt 240 stycken hann tillverkas innan den upphörde mars 1945.

## Egenskaper
En 3,7 cm FlaK 43 monterades ovanpå ett tornlöst Panzer IV chassi. Besättningen skyddades av en öppen fyrsidig överbyggnad. Väggarna på överbyggnaden kunde fällas ner för att inte vara i vägen för kanonen när den sköt mot lågt flygande mål.

## Varianter
En variant beväpnad med en 2 cm FlaKvierling 38 föreslogs, men fick ej godkänt för produktion.

## Bevarade exemplar
- Auto- und Technikmuseum Sinsheim Tyskland